# Ignacy Berens
Ignacy Berens (ur. ok. 1755 roku) – major w powstaniu kościuszkowskim, regimentskwatermistrz z rangą rotmistrza Pułku Nadwornego Króla w 1790 roku.